# Oulad H'Riz Sahel
Oulad H'Riz Sahel är en ort i Marocko.   Den ligger i provinsen Berrechid och regionen Casablanca-Settat, 110 km sydväst om huvudstaden Rabat. Vid folkräkningen 2004 räknades orten som stad i landskommunen Sahel Oulad H'Riz och hade då 7 149 invånare.